# Душейн (округ)
Округ Душейн (англ. Duchesne County) располагается в штате Юта, США. Официально образован в 1915 году. По состоянию на 2010 год, численность населения составляла 18 607 человек.

## География
По данным Бюро переписи США, общая площадь округа равняется 8433,048 км2, из которых 8394,198 км2 суша и 38,850 км2 или 0,500 % это водоёмы.

## Население
По данным переписи населения 2010 года в округе проживает 18 607 жителей в составе 6 003 домашних хозяйства и 4 703 семьи. Плотность населения составляет 2,00 человека на км2. На территории округа насчитывается 6 988 жилых строений, при плотности застройки около 1,00-го строений на км2. Расовый состав населения: белые — 89,15 %, афроамериканцы — 0,24 %, коренные американцы (индейцы) — 4,53 %, азиаты — 0,28 %, гавайцы — 0,27 %, представители других рас — 2,64 %, представители двух или более рас — 2,89 %. Испаноязычные составляли 6,00 % населения независимо от расы.
В составе 40,23 % из общего числа домашних хозяйств проживают дети в возрасте до 18 лет, 64,72 % домашних хозяйств представляют собой супружеские пары проживающие вместе, 8,65 % домашних хозяйств представляют собой одиноких женщин без супруга, 21,66 % домашних хозяйств не имеют отношения к семьям, 22,60 % домашних хозяйств состоят из престарелых (65 лет и старше), проживающих в одиночестве. Средний размер домашнего хозяйства составляет 3,05 человека, и средний размер семьи 3,47 человека.
Возрастной состав округа: 33,91 % моложе 18 лет, 6,56 % от 18 до 24, 25,38 % от 25 до 44, 20,92 % от 45 до 64 и 20,92 % от 65 и старше. Средний возраст жителя округа 29.7 лет. На каждые 100 женщин приходится 102,80 мужчин. На каждые 100 женщин старше 18 лет приходится 100,00 мужчин.
Средний доход на домохозяйство в округе составлял 31 298 USD, на семью — 35 350 USD. Среднестатистический заработок мужчины был 31 988 USD против 19 692 USD для женщины. Доход на душу населения составлял 12 326 USD. Около 14,20 % семей и 16,80 % общего населения находились ниже черты бедности, в том числе — 19,60 % молодежи (тех, кому ещё не исполнилось 18 лет) и 12,40 % тех, кому было уже больше 65 лет.